# Анайя, Марио
Марио Ролон Анайя (исп. Mario Rolón Anaya; 12 января 1927, Кочабамба — 10 января 2013, там же) — боливийский государственный деятель, министр иностранных дел (1981).

## Биография
Родился в семье испано-парагвайского происхождения. В 1951 г. окончил юридический факультет Университета Сан-Симона в Кочабамбе, получив степень бакалавра в области права, общественных наук, политики и экономики.
Свою карьеру он начал в 1952 г. в суде округа Кочабамба.
- 1956—1974 гг. — профессор конституционного права и экономической социологии в Университете Сан-Андрес в Ла-Пасе,
- 1961—1964 гг. — директор газеты El Diario,
- 1967 г. — посол-делегат на латиноамериканской ассоциации свободной торговли в Монтевидео,
- 1967—1968 и 1969—1970 гг. — министр труда и социального обеспечения,
- 1974—1976 гг. — член Национального Совета по реформе высшего образования,
- 1977—1978 гг. — посол в Венесуэле,
- 1979—1980 гг. — постоянный представитель в ООН,
- 1981 г. — министр иностранных дел Боливии,
- 1985—1989 гг. — сенатор,
- 1990—1993 гг. — постоянный представитель в ОАГ.

Автором различных работ политического и социологического анализа, среди которых выделяются «Общество и развитие» (1963, 1964, 1968), «Политика и партии в Боливии» (1966, 1987, 1999), «Проблемы и противоречия современного человека» (1968), «Университетский кризис» (1975), «Демократия, конституция и парламент в Боливии» (1989).